# Talang Jaya
Talang Jaya is een bestuurslaag in het regentschap Ogan Komering Ilir van de provincie Zuid-Sumatra, Indonesië. Talang Jaya telt 3752 inwoners (volkstelling 2010).